# Al-Humaydi
Abu-Abd-Al·lah Muhàmmad ibn Abi-Nasr Futuh ibn Abd-Al·lah ibn Futuh ibn Humayd ibn Yassil, besser bekannt als al-Humaydi (katalanisch Al-Humaydí, geboren circa 1029 auf Mallorca; gestorben 1095 in Bagdad), war ein mallorquinischer Weiser des jemenitischen Stammes von Azd. Humaydis Familie stammte ursprünglich aus einem Vorort von Córdoba. Er studierte Theologie und war einer der am meisten bewunderten Gelehrten seiner Zeit. Humaydi war berühmt für seine Biographie der Prominenz des islamischen Spanien.

## Werke
- al-Dhahab al-masbuk fi wa'z al-muluk. Eds. Abu Abd al-Rahman Ibn Aqil al-Zahiri and Dr. Abd al-Halim Uways. Riad: Dar Alam al-Kutub, 1982. 235 pages. Kings and rulers.[2]
- El Tafsir al-gharib ma fi al-Sahihayn de el Humaydi. Ed. Z.M.S. 'Abd al-'Aziz (PhD dissertation). Complutense University of Madrid, 1989. Based on a 1995 reprint of Humaydi's original from Maktabat al-Sunna in Cairo.

## Bibliografie
- Enciclopèdia de l’Islam, Vol. III, pag. 593